# Teràpia de Parella
La teràpia de parella és un procés psicoterapèutic orientat a ajudar dues persones que mantenen una relació sentimental a millorar la convivència, la comunicació i la gestió de conflictes. Es duu a terme amb un psicòleg o psicoterapeuta especialitzat, que proporciona eines i estratègies per abordar les dificultats pròpies de la vida en comú.
Des de la primera sessió s'estableix un pla de treball amb orientacions clares i consensuades. Les sessions inicials solen tenir una durada d’una hora i mitja i es fan ambdós membres conjuntament, tot i que es poden fer sessions individuals de manera excepcional. La durada total del procés varia, però sovint oscil·la entre 6 i 16 sessions. Un dels primers objectius és crear un clima de diàleg que permeti expressar les dificultats i entendre com es relacionen entre si. L’escolta activa i la implicació emocional són elements clau, així com el compromís de la parella en la recerca de solucions.
La teràpia té com a finalitat reforçar o reconstruir els fonaments de la relació, ja sigui en situacions de crisi o per prevenir l’aparició de conflictes majors. El professional analitza aspectes com la comunicació entre els membres de la parella, la seva capacitat d’empatia, els mecanismes de recolzament mutu i la manera com afronten les dificultats quotidianes. Encara que sovint es busca ajuda professional quan la relació ja està profundament deteriorada, també pot ser útil de manera preventiva, per resoldre desavinences lleus o millorar la qualitat de la convivència.
En la teràpia de parella s’utilitzen diverses tècniques per millorar la relació i fomentar una convivència saludable. El compromís mutu és essencial, ja que el canvi només és efectiu si ambdues parts hi participen. També és clau concretar què espera cadascú de l’altre i què està disposat a canviar, per evitar malentesos. El perdó, quan hi ha ressentiment, permet avançar substituint la ràbia per la tristesa. Fer pauses en les discussions ajuda a calmar l’enuig i millorar la comunicació. Finalment, expressar-se amb «jo em sento» en lloc de «tu em fas sentir» afavoreix l’empatia i la responsabilitat emocional.